# Handley Page Type O
Die Handley Page Type O war ein zweimotoriger Bomber der Handley Page Aircraft Company, den die britischen Luftstreitkräfte während des Ersten Weltkrieges einsetzten.

## Geschichte
Zu ihrer Zeit war die Handley Page eines der größten Flugzeuge der Welt. Es wurde in zwei Hauptvarianten gebaut, der O/100 bzw. H.P.11 und der O/400 bzw. H.P.12. Bis in die 1920er-Jahre blieb Handley Page dabei, seine Flugzeuge alphabetisch durchzunummerieren. So folgten auf den „Type O“ die Typen „P“ (H.P.13) und „R“ (H.P.14). Trotzdem kam es oft zu irrtümlichen Benennungen wie „Handley Page 0/100“ und „0/400“. Nach dem Krieg entstand die zivile Version W/400 (H.P.16), aus der die Handley Page W.8 hervorging.
Als Großbritannien im August 1914 in den Ersten Weltkrieg eintrat, waren die deutschen Militärluftschiffe eine Bedrohung, denen die britischen Streitkräfte keine vergleichbaren Bomber-Kapazitäten gegenüberstellen konnte. Captain Murray Sueter, Direktor des Air Department in der britischen Admiralität, forderte im Dezember 1914 die Herstellung eines Aufklärungsbombers mit großer Reichweite. Das entsprechende Projekt lief unter der Bezeichnung M/200 und MS/200 und bezog sich dabei auf den Entwurf einer Handley Page L/200 mit 200-PS-Motoren. Sueters technischer Berater Harris Booth bevorzugte zunächst den Prototyp eines Seeflugzeugs, der unter der Bezeichnung AD Seaplane Type 1000 (AD-Admiralty) bereits auf der Werft J. Samuel White & Co. in Cowes im Bau war. White hatte unter der Marke Wight Aircraft bereits einige Wasserflugzeuge gebaut und folgte nun dem Vorbild eines italienischen Caproni-Großflugzeugs. Dieses große Wasserflugzeug mit drei Sunbeam-Motoren mit je 310 PS und einer eindrucksvollen Spannweite von 34,5 m wäre für die Küstenüberwachung, die Verteidigung von Dockanlagen und die Bombardierung von Ankerplätzen der deutschen Hochseeflotte geeignet gewesen.

### H.P. O/100

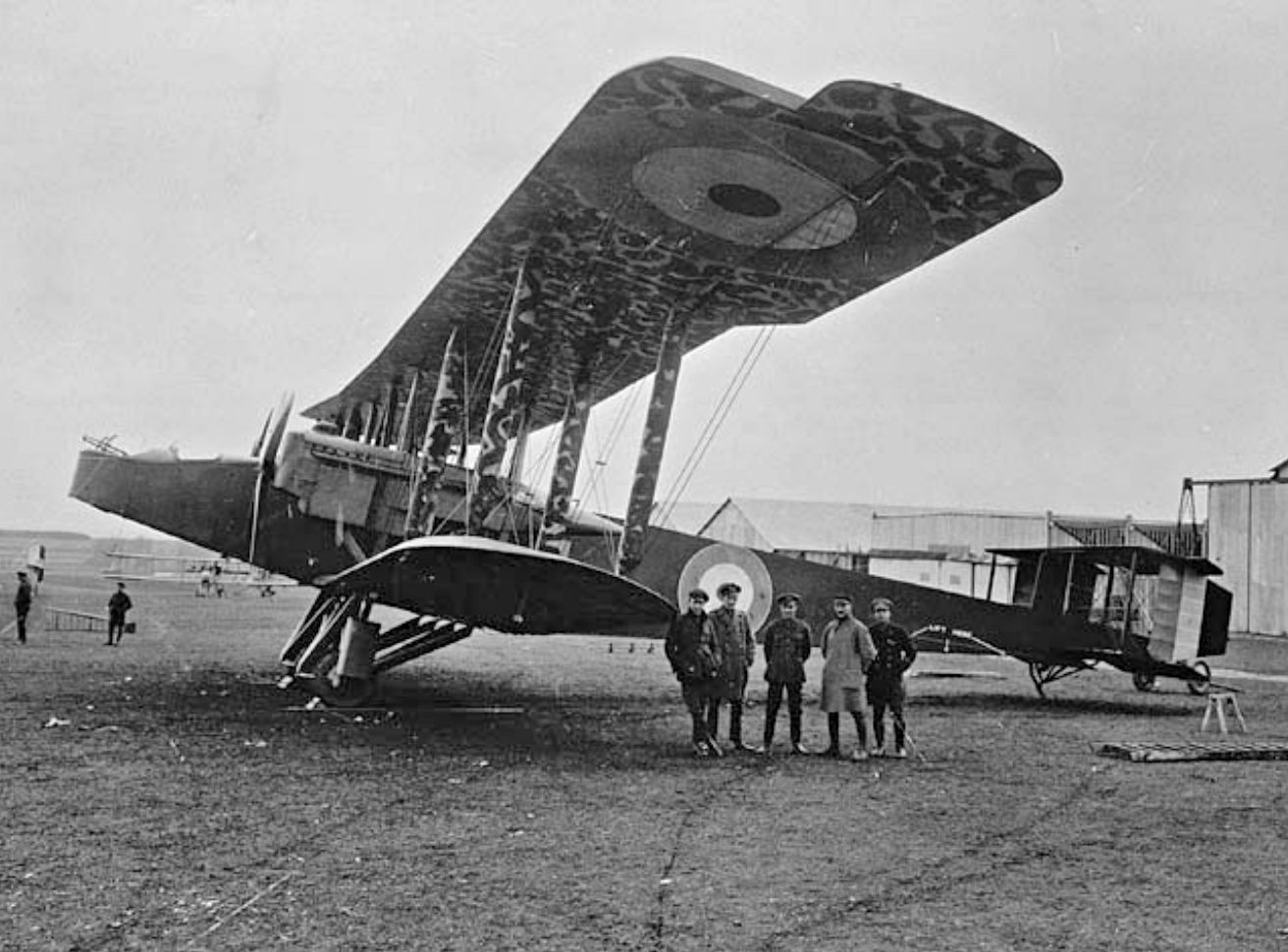
Die HP O/100 „Tiger“ des Wing 3 mit großen Motorgondeln zur Unterbringung der Treibstofftanks in Ochey/Frankreich (März 1917)

#### Entwicklung
Den Zuschlag bekam jedoch die bisher wenig bedeutende Flugzeugfirma Handley Page für den Entwurf eines Doppeldeckers mit 30 m Spannweite, die O/100. Gesteuert von Lieutenant Commander John Babington flog dessen Prototyp mit der Werknummer 1455 am 17. Dezember 1915 auf dem Flugplatz Hendon. Er hatte noch ein verglastes Cockpit, dazu eine starke Abwehrbewaffnung, und Teile des Rumpfes sowie die Treibstofftanks waren gepanzert. Das Flugzeug war jedoch etwas untermotorisiert; so wurde zur Gewichtsreduzierung die Verglasung wieder entfernt. Der zweite Prototyp flog im April 1916 und bildete die Basis der O/100-Serie. Die Flugerprobung übertraf die Erwartungen; die Maschine war leicht steuerbar und blieb sogar mit nur einem Motor flugfähig. Die Tragflächen ließen sich nach hinten beiklappen, um das Unterstellen in einem Hangar zu ermöglichen. Das Flugzeug trug 16 51-kg-Bomben, die in einem Rumpfschacht aufgehängt wurden. Die H.P. O/100 stellte einen neuen Rekord auf, als sie bei einem Flug über London zwanzig Passagiere mit an Bord nahm.

#### Einsatz
Nachdem die erste O/100 an der Flugschule Manston abgenommen worden, war orderte die britische Marine 28 Flugzeuge, das Heer weitere zwölf für das Royal Flying Corps. Die ersten der insgesamt 46 gebauten Maschinen des Typs O/100 wurden im November 1916 von der Squadron 7A des 5. Geschwaders („Wing“) der britischen Marineflieger (R.N.A.S.) nach Dünkirchen überführt. Dabei verflog sich ein Flugzeug, das den Namen Amazon trug. Die Amazon landete bei Laon und fiel so den deutschen Truppen unbeschädigt in die Hände. Später wurde auch das Wing 3 des R.N.A.S. mit diesen Flugzeugen ausgerüstet.
Den ersten Kampfeinsatz flog eine O/100 in der Nacht zum 16. März 1917 mit dem Angriff auf den Eisenbahn-Knotenpunkt Mühlen bei Metz. Am 23. April 1917 gelang es der Squadron, einen deutschen Zerstörer zu beschädigen. Als jedoch nur zwei Tage später ein Großflugzeug durch ein deutsches Kampfflugzeug abgeschossen wurde, ging die Squadron von Tag- zu Nachtangriffen über. Dabei erhielten jeweils einzelne Flugzeugbesatzungen Angriffsaufträge gegen Eisenbahn-, Hafen- oder Flugplatzanlagen oder gingen auf Patrouillenflug gegen deutsche U-Boote.
Ein Flugzeug wurde von England aus auf die Insel Lemnos in der Ägäis geflogen, wo es von Mudros aus Fernangriffe mit Distanzen bis zu 700 km auf bulgarische und türkische Städte wie beispielsweise Konstantinopel durchführte.

### H.P. O/400

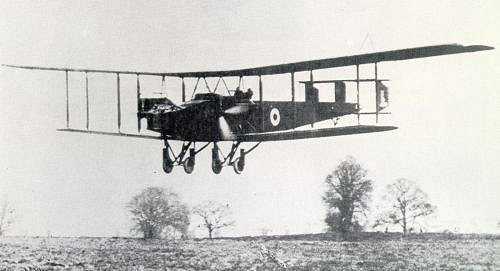
HP O/400 beim Landeanflug in Andover/Südengland (November 1918)

#### Entwicklung
Der Erfolg des Typs O/100 führte zur Weiterentwicklung als O/400. Der Erstflug der O/400 fand im Dezember 1915 statt. Die Tanks, die sich beim Modell O/100 in den Motorgondeln befanden, wurden nun in den Rumpf verlegt. Es wurden stärkere Motoren und neue Bombenzielgeräte des Typs Drift Sight Mark IA eingebaut, und die O/400 konnten nun die neuentwickelte 748 kg schwere 1,650-lb-Bombe tragen.
Folgende flüssigkeitsgekühlte V-Motorvarianten kamen zum Einsatz:
| Hersteller  | Typ        | Leistung            |
| ----------- | ---------- | ------------------- |
| Rolls-Royce | Eagle II   | 250 PS (ca. 180 kW) |
| Rolls-Royce | Eagle II   | 275 PS (ca. 200 kW) |
| Fiat        | A 12bis    | 260 PS (ca. 190 kW) |
| Sunbeam     | Maori      | 275 PS (ca. 200 kW) |
| Sunbeam     | Cossak     | 320 PS (ca. 240 kW) |
| Rolls-Royce | Eagle IV   | 355 PS (ca. 260 kW) |
| Rolls-Royce | Eagle VIII | 375 PS (ca. 280 kW) |
|             | Liberty    | 400 PS (ca. 290 kW) |

Ein Flugzeug wurde versuchsweise mit vier 200-PS-Motoren von Hispano-Suiza ausgerüstet.

#### Einsatz
Die ersten Maschinen des Typs O/400 wurden im April 1918 von der Independent Force der neu gebildeten Royal Air Force, einer strategischen Bomberflotte, an der Westfront eingesetzt. Mit diesen konnten nun weitere Bombereinheiten aufgestellt werden; sie flogen Bombenangriffe zur Abwehr der deutschen Frühjahrsoffensive oder erhielten strategische Einsatzaufträge durch die Independent Force gegen weit entfernte Ziele in Deutschland, wobei Geschwadereinsätze mit bis zu vierzig Flugzeugen durchgeführt wurden.
Vor allem die No. 217 Squadron R.A.F. der Independent Force flog von der britischen Insel aus schwere Bombenangriffe bei Nacht gegen Industriestädte im Saarland, im Rheinland und in Lothringen. Erstmals wurden 750-kg-Bomben mit gewaltiger Detonationskraft abgeworfen.
Ein Flugzeug wurde an die No. 1 Squadron des Australian Flying Corps abgegeben und unterstützte in Palästina die Operationen der aufständischen Araber unter Oberst Lawrence gegen die Türken.
Mit seiner 1932 verfassten Kurzgeschichte Turnabout über einen US-amerikanischen Bomberpiloten im Ersten Weltkrieg lieferte William Faulkner einen Eindruck über den Kampfeinsatz eines Handley-Page-Großflugzeugs.
| Einheit          | Teilstreitkraft         | Typ                    |
| ---------------- | ----------------------- | ---------------------- |
| No. 7 Squadron   | RNAS                    | O/100                  |
| No. 7A Squadron  | RNAS                    | O/100                  |
| No. 14 Squadron  | RNAS                    | O/100                  |
| No. 15 Squadron  | RNAS                    | O/100                  |
| No. 16 Squadron  | RNAS                    | O/100 und O/400        |
| No. 58 Squadron  | RAF                     | O/400                  |
| No. 97 Squadron  | RAF                     | O/400                  |
| No. 100 Squadron | RAF                     | O/400                  |
| No. 115 Squadron | RAF                     | O/400                  |
| No. 116 Squadron | RAF                     | O/400                  |
| No. 207 Squadron | RAF                     | O/400                  |
| No. 207 Squadron | RAF                     | O/400                  |
| No. 214 Squadron | RAF                     | O/100 und O/400        |
| No. 216 Squadron | RAF                     | O/400                  |
| No. 1 Squadron   | Australian Flying Corps | O/400 (Palästinafront) |

Insgesamt wurden 600 Flugzeuge des Typs O/400 bestellt, 400 geliefert und 256 davon bis Dezember 1918 an das RAF Bomber Command übergeben:
| Stückzahl | Hersteller                                    | Bemerkung                        |
| --------- | --------------------------------------------- | -------------------------------- |
| 1         | Harland & Wolff                               | Prototyp                         |
| 126       | Handley-Page                                  |                                  |
| 176       | Royal Aircraft Factory                        |                                  |
| 100       | Metropolitan Wagon Co.                        | Birmingham                       |
| 100       | National Aircraft Factory Co.                 | Birmingham                       |
| 50        | Birmingham Co.                                |                                  |
| 50        | Birmingham Railway Carriage and Wagon Company |                                  |
| 20        | Birmingham Carrier Co.                        |                                  |
| 50        | British Caudron                               |                                  |
| 50        | Clayton & Shuttleworth                        | Lincoln                          |
| 107       | Standard Aircraft Corporation                 | in Lizenz in den USA hergestellt |

#### Nachkriegsverwendung
1919 ersetzten die britischen Luftstreitkräfte ihre O/400 durch Bomber des Typs Vickers Vimy. Einige Maschinen wurden zu Transportflugzeugen des Typs O/700 umgebaut. Mehrere Flugzeuge wurden unter der Bezeichnung O/7 nach China exportiert, wo sie in den bürgerkriegsähnlichen Auseinandersetzungen eingesetzt wurden, unter anderem beim entscheidenden Angriff auf die Pässe bei Shanhai am 19. Oktober 1924.
Für die neu gegründete Fluggesellschaft Handley Page Transport wurden einige O/400 mit zehn oder sieben Passagierplätzen ausgestattet; diese Varianten wurden als Typen O/10 bzw. O/11 bezeichnet. Später entwickelte Handley Page das Flugzeug zur W/400 (H.P.16) weiter, aus der die Handley Page W.8 hervorging.

## Militärische Nutzung
Australien
- Australian Flying Corps
- Royal Australian Air Force

 China
 Vereinigtes Königreich
- Royal Flying Corps / Royal Air Force
- Fleet Air Arm

 Vereinigte Staaten
- United States Army Air Service

## Technische Daten
| Kenngröße             | Daten (O/100)                        | Daten (O/400)                                            |
| --------------------- | ------------------------------------ | -------------------------------------------------------- |
| Besatzung             | 3                                    | 4 (Pilot, Kopilot, Beobachter, Bordschütze)              |
| Länge                 | 19,1 m                               | 19,16 m                                                  |
| Spannweite            | 30,48 m                              | 30,48 m                                                  |
| Spannweite (gefaltet) | 9,45 m                               | 9,45 m                                                   |
| Höhe                  |                                      | 6,71 m                                                   |
| Flügelfläche          |                                      | 153 m²                                                   |
| Leermasse             |                                      | 3719 kg                                                  |
| Startmasse            |                                      | 5909 kg                                                  |
| max. Startmasse       |                                      | 6350 kg                                                  |
| Höchstgeschwindigkeit | 150 km/h                             | 156 km/h                                                 |
| Dienstgipfelhöhe      |                                      | 2590 m                                                   |
| Reichweite            |                                      | 1120 km                                                  |
| Flugdauer             |                                      | 6–10 h                                                   |
| Standardtriebwerke    | 2 × V12-Motoren Rolls-Royce Eagle II | 2 × V12-Motoren Rolls-Royce Eagle VIII                   |
| Leistung              | 2 × 250 PS                           | 2 × 268 kW (360 PS)                                      |
| Bewaffnung            |                                      | 3 bis 5 Lewis-Maschinengewehre (7,7 mm)                  |
| Bombenzuladung        | ca. 800 kg                           | bis zu 909 kg im Bombenschacht und unter den Tragflächen |